# Pink Fir Apple
La 'Pink Fir Apple' est une variété de pomme de terre traditionnelle d'origine britannique créée vers 1850[réf. nécessaire]. Elle est inscrite au catalogue officiel des variétés au Royaume-Uni depuis le 16 octobre 1979.
C'est une pomme de terre de consommation, de bonne conservation. Elle est connue aussi sous les noms de  'Corne de Gatte' ou Cwène di Gatte (qui signifie  « corne de chèvre » en wallon). En Allemagne, son nom vernaculaire est 'Rosa Tannenzapfen'.

## Caractéristiques
Les tubercules, très allongés, de forme irrégulière, ont la peau rouge et une chair jaune clair. Les yeux sont profondément enfoncés.